# Tumubao
Koordinaten: 40° 22′ 45″ N, 115° 36′ 42,2″ O
Tumubao (chinesisch 土木堡, Pinyin Tǔmù bǎo) ist eine Verteidigungsanlage der Chinesischen Mauer im Kreis Huailai der Stadt Zhangjiakou in Hebei, die als eine von drei großen Festungsbauwerken während der Ming-Dynastie erbaut wurde.
Tumubao liegt im Mauerabschnitt zwischen Juyongguan und Datong und war ein Bestandteil des Verteidigungssystems der Großen Mauer. Die Festung liegt etwa 10 Kilometer von der Stadt Huailai entfernt. Sie ist etwa 1.000 m lang, 500 m breit und ihre Mauern mehr als 6 m hoch. Von der Festung sind heute noch die südliche und westliche Mauer vorhanden. Ursprünglich bestand das Mauerwerk aus gestampfter Erde mit einer Ziegelverkleidung, die jedoch heute kaum mehr erhalten ist.
In der Ming-Dynastie wurde Tumubao zusammen mit Yulinbao (榆林堡) und Jimingyi (鸡鸣驿, auch Jimingyi cheng 鸡鸣驿城) im Norden von Peking zum Schutz der Hauptstadt erbaut. Im Jahr 1449 wurde das Heer der Ming bei Tumubao während der Tumukrise vernichtend geschlagen.